# Людинь
Люди́нь (до 1965 року — Лудинь) — село в Україні, у Сарненському районі Рівненської області. Село у складі Висоцької сільської громади, до 2016 року — центр Людинської сільської ради. Населення становить 660 осіб (2017).

## Назва
До 1965 року називалося Лудинь. Польською мовою згадується як Ludynie, російською — як Лудынь.

## Символіка
Затверджена 22 червня 2018р. рішенням №351 сесії сільської ради.

### Герб
У щит понижено перетятий срібним і лазуровим. У першій частині понижений червоний візерунок вишивки у балку, супроводжуваний вгорі сосновою шишкою натурального кольору. У другій частині три укорочених золотих балки, одна і дві.

### Прапор
Прямокутне полотнище із співвідношенням сторін 2:3 складається з трьох горизонтальних смуг блакитного, червоного та зеленого кольорів у співвідношенні 1:2:1.

## Географія
Розташоване на відстані 15 км від м. Дубровиця та 140 км від обласного центру м. Рівне. З усіх сторін Людині — ліс, тільки зі сходу є дорога до берегів річки Горинь.[джерело?]
Згідно з дослідженням 2017 року, за яким оцінювалися масштаби антропогенної трансформації території Дубровицького району внаслідок несанкціонованого видобутку бурштину, екологічна ситуація села характеризувалася як «сприятлива».

### Клімат
Клімат у селі вологий континентальний («Dfb» за класифікацією кліматів Кеппена). Опадів 609 мм на рік. Найменша кількість опадів спостерігається в березні й сягає у середньому 28 мм. Найбільша кількість опадів випадає в червні — близько 89 мм. Різниця в опадах між сухими та вологими місяцями становить 61 мм. Пересічна температура січня — -5,6 °C, липня — 18,6 °C. Річна амплітуда температур становить 24,2 °C.
| Клімат Людині                     | Клімат Людині | Клімат Людині | Клімат Людині | Клімат Людині | Клімат Людині | Клімат Людині | Клімат Людині | Клімат Людині | Клімат Людині | Клімат Людині | Клімат Людині | Клімат Людині | Клімат Людині |
| Показник                          | Січ.          | Лют.          | Бер.          | Квіт.         | Трав.         | Черв.         | Лип.          | Серп.         | Вер.          | Жовт.         | Лист.         | Груд.         | Рік           |
| Середній максимум, °C             | −2,6          | −1,4          | 3,4           | 12,4          | 19,3          | 22,9          | 23,9          | 23,1          | 18,2          | 11,7          | 4,8           | 0,0           | 11,3          |
| Середня температура, °C           | −5,6          | −4,6          | −0,3          | 7,5           | 13,7          | 17,5          | 18,6          | 17,7          | 13,2          | 7,7           | 2,3           | −2,5          | 7,1           |
| Середній мінімум, °C              | −8,5          | −7,7          | −3,9          | 2,7           | 8,2           | 12,1          | 13,3          | 12,3          | 8,3           | 3,8           | −0,2          | −5            | 2,9           |
| Норма опадів, мм                  | 36            | 29            | 28            | 42            | 56            | 89            | 81            | 64            | 57            | 45            | 41            | 41            | 609           |
| --------------------------------- | ------------- | ------------- | ------------- | ------------- | ------------- | ------------- | ------------- | ------------- | ------------- | ------------- | ------------- | ------------- | ------------- |
| Джерело: Climate-Data.org (англ.) |               |               |               |               |               |               |               |               |               |               |               |               |               |

### Пам'ятки природи
- Озерський заказник — ботанічний заказник національного значення площею 1276 га, розташований в селі.[9]

Інші природні об'єкти поруч: Сомине озеро, Дівочий острів.[джерело?]

## Історія
Перші письмові згадки датуються 1550 та 1558 роками.
Село пережило навалу монголо-татар: у лісі урочище Людинського лісництва «Дівочий острів», у якому переховувались дівчата від турецького рабства, неволі, від рабського ринку в Кафі.[джерело?]
У 1596 році повз село йшли колони повстанців під проводом Северина Наливайка, до якого приєднались деякі селяни. Згодом, після угоди Хмельницького з Москвою, люди повертатись в село, лишаючи в лісі неглибокі ями, рани. Це і є перша, родоначальна назва урочища в лісі «Рани».[джерело?]
Наприкінці 19 століття село належало до Висоцької волості Ровенського повіту і нараховувало 70 дворів і 443 жителя.[джерело?]
До 1917 року село входило до складу Російської імперії. У 1906 році село входило до складу Висоцької волості Рівненського повіту Волинської губернії Російської імперії. У 1918—1920 роки нетривалий час перебувало в складі Української Народної Республіки.
У 1921—1939 роки входило до складу Польщі. У 1921 році село входило до складу гміни Висоцьк Сарненського повіту Поліського воєводства Польської Республіки. 1 січня 1923 року розпорядженням Ради Міністрів Польщі Висоцька гміна вилучена із Сарненського повіту і включена до Столінського повіту. У 1935 році село Людинь разом із селом Пузня та хутором Низини належало до громади Людинь гміни Висоцьк Поліського воєводства.
В 1938-39 рр. у селі був польський солтис (на зразок голови сільської ради) Мерзун Яков, родом із села Сварицевичі. На території старого подвір'я школи і дотепер зберігається стара польська однокласна хата-школа. При школі ще була кімната, де можна було жити — так звана канцелярія. В роки приєднання Західної України до УРСР її добудували і довгий час там розміщувалася Людинська восьмирічна школа.[джерело?]
У 1939 року Людинь у складі Західно України відійшов до СРСР. Першим її головою був Хомич М. М. В 1939 році відкрили школу, де навчали українською мовою. Спочатку школа була 7-класна. Класи-кімнати розміщалися у людських хатах. Відкрилася хата-читальня, яка була і сільським клубом. З 1940 року село входило до Висоцького району. У 1959 році перепідпорядкували Дубровицькому району.[джерело?]
У роки Другої світової війни деякі мешканці села долучилися до національно-визвольної боротьби в лавах УПА та ОУН. Загалом встановлено 30 жителів села, які брали участь у визвольних змаганнях, з них 17 загинуло, 3 було репресовано. Під час Другої світової війни деякі люди допомагали партизанам. На території воювали і вояки ОУН, і групи партизан: на території сіл Пузня, Людинь, Рудня діяли партизани місцевого значення під керівництвом Мисюри М. Й. Їхній штаб містився у селі Велюнь. У Людині діяли бульбовці (бандери, бульбаші, так називали вояків ОУН). Групою керував житель села Галабурда Тарас Ілліч, під псевдо кличкою «Яблуко». Отаманом був Соловей.[джерело?]
За даними українського націоналістичного підпілля 27 жовтня 1943 року більшовики пограбували Людинь та вбили господаря.
Під час війни через село проходили мадяри — після 1943 року ці союзники Гітлера покинули його армію, повертались додому: вони стояли кілька днів у селі, лише для перепочинку. Доля їх невідома, подейкують, що ніби самі ж німці окружили і розбили їх десь під Луцьком. Ще через село проходив партизанський загін Сабурова — їх називали «руськи партизани», бо вони розмовляли російською мовою.[джерело?]
З 270 жителів, які пішли воювати, повернулись одиниці. Серед ветеранів живуть сьогодні в селі: Сорочан Володимир Іванович, Галабурда Іван Лукашевич. У партизани пішло 21 чоловік. Багато пропало безвісти (за даними «Книги пам'яті України» 31 чоловік). З вивезених у Німеччину повернулись додому небагато.[джерело?]
У 1947 році село Лудинь підпорядковувалося Лудинській сільській раді Висоцького району Ровенської області УРСР.
У 1949 році організували колгосп ім. І. Дмитровича. Головою його був вперше житель села Мисько Йосип Федорович. До колгоспу відійшла земля, коні і воли.[джерело?]
У 1950-ті роки збудували пошту, контору. Сільський клуб був у хаті колишнього останнього солтуса. Пізніше клуб перенесли в іншу хату в селі, а на старому місті, добудувавши частину, спорудили поряд будівлю ще на два класи і зробили школу. Спочатку була початкова, потім 7-річна. Перший учитель Хомич Терентій Терентійович сам навчався самотужки, він був на зразок народного вчителя. Люди і діти в селі любовно шанували його, називаючи: «Терешечко».[джерело?]
У селі був медпункт, навіть роддом: у 1960-ті роки, коли збудували нову контору, а в старій зробили медпункт, щось на зразок амбулаторії. Роддом теж перенесли сюди, але потім закрили. Амбулаторія була велика, простора, приїздили лікарі і робили прийом хворих.[джерело?]
У 1970-ті роки відкрили стоматкабінет, але пробув він не довго, років три, потім перегесли до Дубровиці.[джерело?]
В 1958 р. колгосп приєднали до колгоспу с. Золотого і перейменували. У 1976 р. колгосп приєднали до Лютинського «Світанку», але жителі довго були невдоволенні і добилися роз'єднання в 1988 р..  і отримав назву «Перемога».[джерело?]
За вказівкою правління колгоспу в селі збудовали нову двоповерхову споруду, де на 2-му поверсі розмістили сільську раду, а на 1-му — правління колгоспу. На місці старої контори відкрили колгоспну їдальню. Коштами держави та колгоспу збудовали новий медпункт, двоповерховий дитячий садок, а поруч — школа. В 1989—1990 роках Людинську школу перевели до складу середніх шкіл району. В ній навчаються діти з сіл Рудні, Людині, Партизанського, Золотого і Лісового.[джерело?]
Відповідно до прийнятої в грудні 1989 року постанови Ради Міністрів УРСР село занесене до переліку населених пунктів, які зазнали радіоактивного забруднення внаслідок аварії на Чорнобильській АЕС, жителям виплачувалася грошова допомога. Згідно з постановою Кабінету Міністрів Української РСР, ухваленою в липні 1991 року, село належало до зони гарантованого добровільного відселення. На кінець 1993 року забруднення ґрунтів становило 5 Кі/км² (137Cs + 134Cs), молока — 6,23 мКі/л (137Cs + 134Cs), картоплі — 3,98 мКі/кг (137Cs + 134Cs), сумарна доза опромінення — 312 мбер, з якої: зовнішнього — 65 мбер, загальна від радіонуклідів — 247 мбер (з них Cs — 244 мбер, Sr — 2 мбер).

## Населення
Станом на 1859 рік, у власницькому селі Людинь налічувалося 28 дворів та 226 жителів (115 чоловіків і 111 жінок), з них 221 православний і 5 євреїв. Станом на 1906 рік у селі було 64 двори та мешкали 524 особи.
За переписом населення Польщі 10 вересня 1921 року в селі налічувалося 123 будинки та 730 мешканців, з них: 344 чоловіки та 386 жінок; 703 православні та 27 юдеїв; 682 українці, 27 євреїв та 21 поляк.
Згідно з переписом УРСР 1989 року чисельність наявного населення села становила 715 осіб, з яких 341 чоловік та 374 жінки. На кінець 1993 року в селі мешкало 765 жителів, з них 218 — дітей.
За переписом населення України 2001 року в селі мешкали 754 особи. Станом на 1 січня 2011 року населення села становить 668 осіб.

### Мова
Розподіл населення за рідною мовою за даними перепису 2001 року:
| Мова       | Відсоток |
| ---------- | -------- |
| українська | 98,94 %  |
| російська  | 0,53 %   |
| білоруська | 0,40 %   |
| молдовська | 0,13 %   |

### Вікова і статева структура
Структура жителів села за віком і статтю (станом на 2011 рік):
| Вік   | Чоловіків | Жінок | Разом |
| ----- | --------- | ----- | ----- |
| 0-17  | 84        | 82    | 166   |
| 18-39 | 98        | 93    | 191   |
| 40-59 | 110       | 83    | 193   |
| 60+   | 49        | 69    | 118   |
| Разом | 341       | 327   | 668   |

### Соціально-економічні показники
| Працездатне населення | Працездатне населення | Працездатне населення | Працездатне населення | Працездатне населення | Працездатне населення | Непрацездатне населення | Непрацездатне населення | Непрацездатне населення | Непрацездатне населення | Непрацездатне населення | Непрацездатне населення | Все населення |
| Чоловіки              | Чоловіки              | Жінки                 | Жінки                 | Разом                 | Разом                 | Чоловіки                | Чоловіки                | Жінки                   | Жінки                   | Разом                   | Разом                   | 668           |
| ос.                   | %                     | ос.                   | %                     | ос.                   | %                     | ос.                     | %                       | ос.                     | %                       | ос.                     | %                       | 668           |
| --------------------- | --------------------- | --------------------- | --------------------- | --------------------- | --------------------- | ----------------------- | ----------------------- | ----------------------- | ----------------------- | ----------------------- | ----------------------- | ------------- |
| 207                   | 30                    | 197                   | 28                    | 384                   | 55                    | 140                     | 20                      | 168                     | 24                      | 308                     | 44                      | 668           |

| Зайняті  | Зайняті  | Зайняті | Зайняті | Зайняті | Зайняті | Безробітні | Безробітні | Безробітні | Безробітні | Безробітні | Безробітні | Все населення |
| Чоловіки | Чоловіки | Жінки   | Жінки   | Разом   | Разом   | Чоловіки   | Чоловіки   | Жінки      | Жінки      | Разом      | Разом      | 668           |
| ос.      | %        | ос.     | %       | ос.     | %       | ос.        | %          | ос.        | %          | ос.        | %          | 668           |
| -------- | -------- | ------- | ------- | ------- | ------- | ---------- | ---------- | ---------- | ---------- | ---------- | ---------- | ------------- |
| 68       | 11       | 55      | 9       | 123     | 20      | 95         | 16         | 122        | 20         | 217        | 35         | 668           |

| Дорослі | Діти | Пенсіонери | Інваліди Німецько-радянської війни | Учасники бойових дій | Інваліди всіх груп і категорій | Люди, які обслуговуються служб. соц. допом. на дому | Неповні сім'ї | Діти з неповних сімей | Багатодітні сім'ї | Діти з багатодітних сімей | Діти-інваліди | Діти-сироти | Одинокі багатодітні матері |
| ------- | ---- | ---------- | ---------------------------------- | -------------------- | ------------------------------ | --------------------------------------------------- | ------------- | --------------------- | ----------------- | ------------------------- | ------------- | ----------- | -------------------------- |
| 500     | 206  | 257        | 7                                  | 6                    | 93                             | 11                                                  | 10            | 11                    | 26                | 95                        | 13            | 3           | -                          |

## Політика

### Органи влади
Місцеві органи влади представлені Людинською сільською радою.

### Вибори
Село входить до виборчого округу № 155. У селі розташована виборча дільниця № 560269. Станом на 2011 рік кількість виборців становила 485 осіб.

## Культура
У селі працює Людинський сільський клуб на 88 місць. Діє Людинська публічно-шкільна бібліотека, книжковий фонд якої становлять 12 520 книг та яка має 2 місця для читання, 1 особу персоналу, кількість читачів — 503 особи.

## Релігія
У першій половині XIX століття село належало до греко-католицької парафії церкви Різдва Богородиці містечка Домбровиця Ровенського повіту, яка з 1840-х років діяла вже як православна парафія.
Список конфесійних громад станом на 2011 рік:
| Релігійна громада УПЦ КП         | ПЦУ | 30 вересня 2001 | 100 | Церква             | [ 38 ] |
| Релігійна громада ХВЄ            | ХВЄ | 19 березня 1991 | 50  | Молитовний будинок | [ 38 ] |
| — православні, — протестантські. |     |                 |     |                    |        |

## Освіта
У селі діє Людинська загальноосвітня школа І-ІІІ ступенів ім. К.Хомич. У 2011 році в ній навчалося 191 учень (із 375 розрахованих) та викладало 25 учителів.
Дошкільна освіта представлена дитячим садком «Людинський дошкільний навчальний заклад „Берізка“», у якому станом на 2011 рік навчалося 60 дітей і працювало 8 учителів та вихователів.

## Інфраструктура
Наявне відділення поштового зв'язку.
На території села Людинь є нова лазня. На території колишнього хутора Черетовка діє Людинське лісництво, угіддя якого сягають 5796 га землі.[джерело?]

## Постаті
- Сокол Юрій Вікторович (1988—2015) — солдат Збройних сил України, учасник російсько-української війни.
- воїни-афганці, що загинули — Скаржинець Павло Олександрович і Остемчук Василь Миколайович.

#### Книги
- Коротун І. М., Коротун Л. К. Географія Рівненської області в 3-х частинах. — Рівне, 1996. — 274 с.
- Літопис УПА / НАН України. Інститут української археографії та джерелознавства ім . М. С. Грушевського. — Київ-Торонто : Видавництво «Літопис УПА» та ін, 2007. — Т. 11: Мережа ОУН(б) і запілля УПА на території ВО «Заграва», «Турів», «Богун» (серпень 1942 — грудень 1943 рр.). — 849 с.

#### Офіційні дані та нормативно-правові акти
- Паспорт Дубровицького району (станом на 1 січня 2011 року) (doc). Дубровицька районна рада. Архів оригіналу за 10 лютий 2015. Процитовано 16 жовтня 2019.

#### Мапи
- Історичний Атлас України / Гол. ред. Л. Винар; Упорядн.: І. Тесля, Е. Тютько. Українське історичне товариство. — Монреаль; Нью-Йорк; Мюнхен, 1980. — 182 с.